# موتور پیربخش کچ
موتور پیربخش کچ یک منطقهٔ مسکونی در ایران است که در دهستان گوهرکوه واقع شده‌است.